# 杜挚
杜摯（？—？），战国时期秦国政治人物。

## 生平
上大夫甘龍的門生，担任職中大夫。因破魏国有功，升任左司空。秦孝公三年，商鞅成功说服秦孝公进行变法（商鞅变法），遭到秦国的保守力量甘龍、杜摯的反对。